# Teslui (Dolj)
Teslui é uma comuna romena localizada no distrito de Dolj, na região de Oltênia. A comuna possui uma área de 59.65 km² e sua população era de 2569 habitantes segundo o censo de 2007.